# Saurosuchus
Saurosuchus (dobesedno »plazilski krokodil«) je izumrl rod plazilcev, ki pripada redu Rauisuchia. Živel je v poznem triasu. Z velikostjo 7 metrov je bil največji pripadnik skupine. Kot drugi pripadniki redu, je tudi Saurosuchus hodil po štirih popolnoma iztegnjenih nogah. Najbrž se je bil sposoben za kratek čas dvigniti na zadnji dve nogi. Verjetno je napadal iz zasede. Hranil se je z dicynodonti in manjšimi zgodnjimi dinozavri.
Do sedaj je poznana le vrsta Saurosuchus galilei.